# Nilüfer Hatun
Nilüfer Hatun (turco ottomano: نیلوفر خاتون, lett. "ninfea"; anche nota come Lülüfer Hatun e Ülüfer Hatun; ... – Bursa, 1363 o 1383) è stata una concubina del sultano ottomano Orhan I e madre del suo erede, Murad I. È nota come la prima donna di origini schiave a divenire madre di un sultano ottomano.

## Biografia

### Origini
Nilüfer Hatun era un concubina schiava di origini greche, entrata nell'harem di Orhan nel 1325. L'anno dopo, diede a Orhan un figlio, il futuro Murad I. Dopo il 1331, venne trasferita a Iznik insieme al figlio.  
Ciononostante, la narrazione tradizionale su Nilüfer è estremamente confusa e contrastante, perché, essendo la madre di un sultano regnante ma di origini schiave, gli storici successivi si preoccuparono di "nobilitarla", attribuendole origini e storie in realtà fittizie oppure riguardanti altre consorti di Orhan, un processo che riguardo diverse consorti ottomane nel corso dei secoli. 
Un esempio di ciò è il modo in cui Nilüfer venne descritta come una nobildonna bizantina di nome Holofira, figlia del tekfur di Bilecik, una narrazione che in realtà fonde le storie delle consorti Bayalun e Asporça: infatti, il rapimento della figlia di Bilecik avvenne nel 1299, più di vent'anni prima dell'entrata di Nilüfer nell'harem. Altri esempi riguardano il modo in cui il nome di Bayalun negli scritti di Ibn Battuta, celebre viaggiatore che la incontrò a Bursa nel 1331 e la descrisse come la "governatrice" della città, fu deformato in Biliven e poi in Niliven così da poterla sostituire infine con Nilüfer. Ultimo esempio è il fatto che la tradizione attribuì a Nilüfer la maternità di Süleyman, il maggiore e il prediletto dei figli di Orhan e suo erede presunto fino alla sua morte nel 1357, in un incidente di caccia. In realtà, Süleyman era figlio della consorte Efendize Hatun e nacque nel 1306, vent'anni prima della comparsa di Nilüfer nell'harem e della nascita di Murad I. 

### Valide Hatun
Nel marzo 1362, Orhan morì e gli successe come sultano il figlio di Nilüfer, Murad I. Nilüfer divenne così la prima donna di origini schiave a essere madre di un sultano ottomano e la prima Valide Hatun dell'Impero ottomano.  
Durante la sua vita, Nilüfer commissionò la costruzione di un imaret, un hammam, un caravanserraglio e altri diciotto edifici a uso vario, soprattutto benefico.  

### Morte
La data di morte di Nilüfer non è nota con certezza e viene stimata variamente fra il 1363 e il 1383. Morì a Bursa e venne sepolta nella stessa città, nella türbe di Orhan. 
Nel 1388, Murad I commissionò a Iznik la costruzione nel Nilüfer Hatun Imaret, dedicato alla memoria della madre e finanziato dalla sua eredità waqf. Originariamente un convento per dervisci, fu restaurato nel 1950 e nel 1960 aperto al pubblico come Museo Iznik.

## Discendenza
Da Orhan, Nilüfer ebbe un figlio:
- Murad I (1326 - 1389). Successe a suo padre come sultano.

È invece smentito che fosse la madre di Süleyman Pasha (1306-1357), figlio prediletto ed erede presunto di Orhan fino alla sua morte: malgrado la tradizione sia solita affermarlo, Süleyman era figlio della consorte Efendize Hatun e nacque decenni prima dell'entrata di Nilüfer nell'harem.